# Цифровая экономика КНР

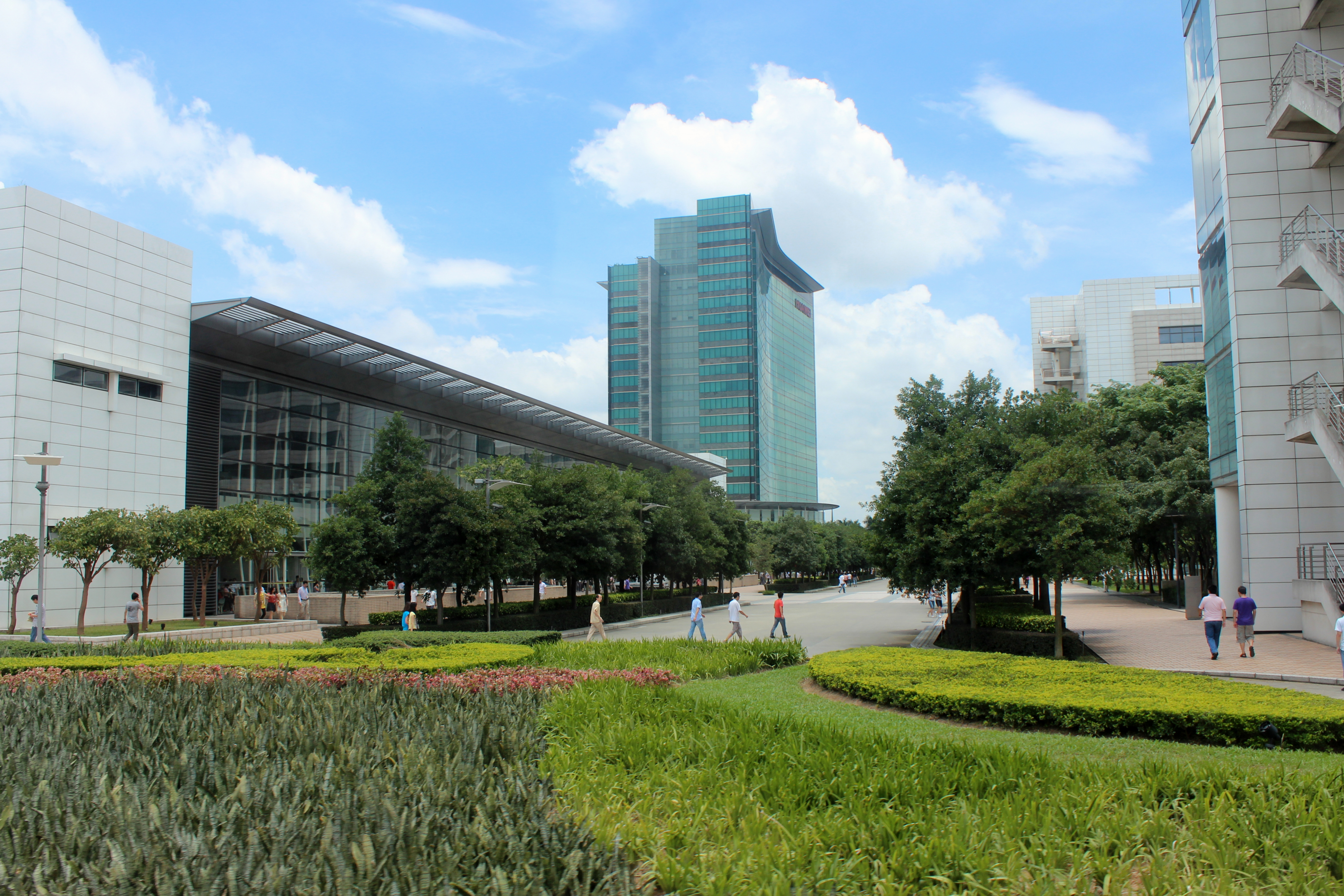
Шэньчжэньская штаб-квартира Huawei — крупнейшей цифровой компании Китая

Цифровая экономика Китая — отрасль экономики КНР, основанная на цифровых технологиях. Включает такие сектора, как инфраструктура цифровой экономики (аппаратное обеспечение, программное обеспечение, телекоммуникации, включая 5G), электронный бизнес и электронная коммерция (платформы электронной торговли, включая Интернет-магазины, финансовые технологии, платёжные системы, электронные деньги, искусственный интеллект, хранение и обработка больших данных, облачные вычисления, блокчейн, цифровые медиа), а также электронные государственные услуги, телемедицина и дистанционное обучение.
Благодаря развитию телекоммуникаций и интернет-услуг Китай является крупнейшим в мире рынком трансграничной электронной коммерции в секторе B2C (бизнес для потребителя). На него приходится около 26 % транзакций в сфере трансграничной электронной коммерции B2C в мире. Китайские власти всячески поощряют выход китайских компаний на международный цифровой рынок.
Крупными достижениями китайской цифровой экономики являются спутниковая навигационная система Бэйдоу, операционная система для смартфонов Harmony OS, суперкомпьютер Sunway TaihuLight и беспилотные автомобили компании Baidu. Китай имеет крупнейшую в мире оптиковолоконную сеть и крупнейшую в мире сеть 4G. Согласно некоторым оценкам, Китай значительно опережает США в сфере применения искусственного интеллекта.

## История

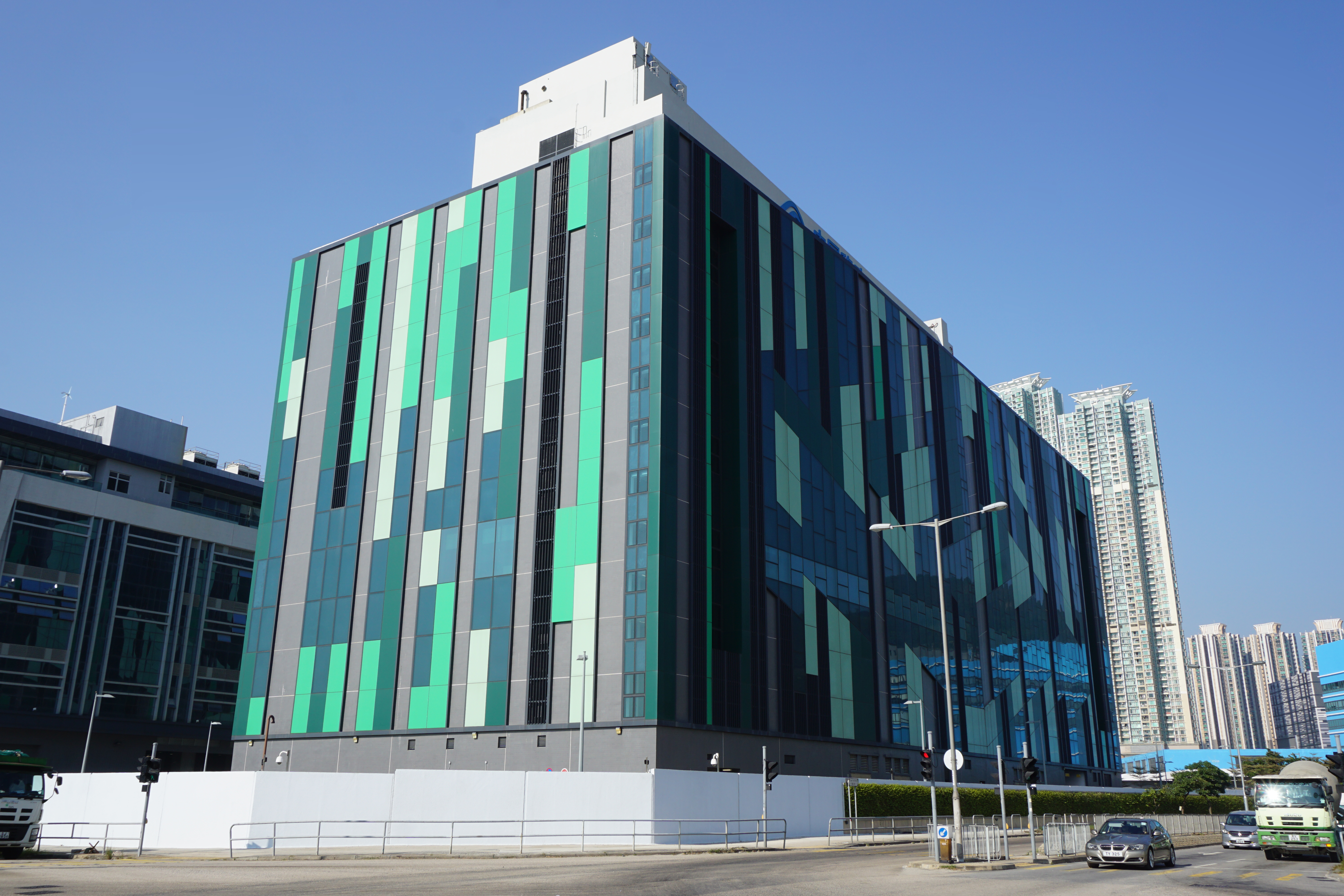
Центр глобальной сети компании China Mobile в Гонконге

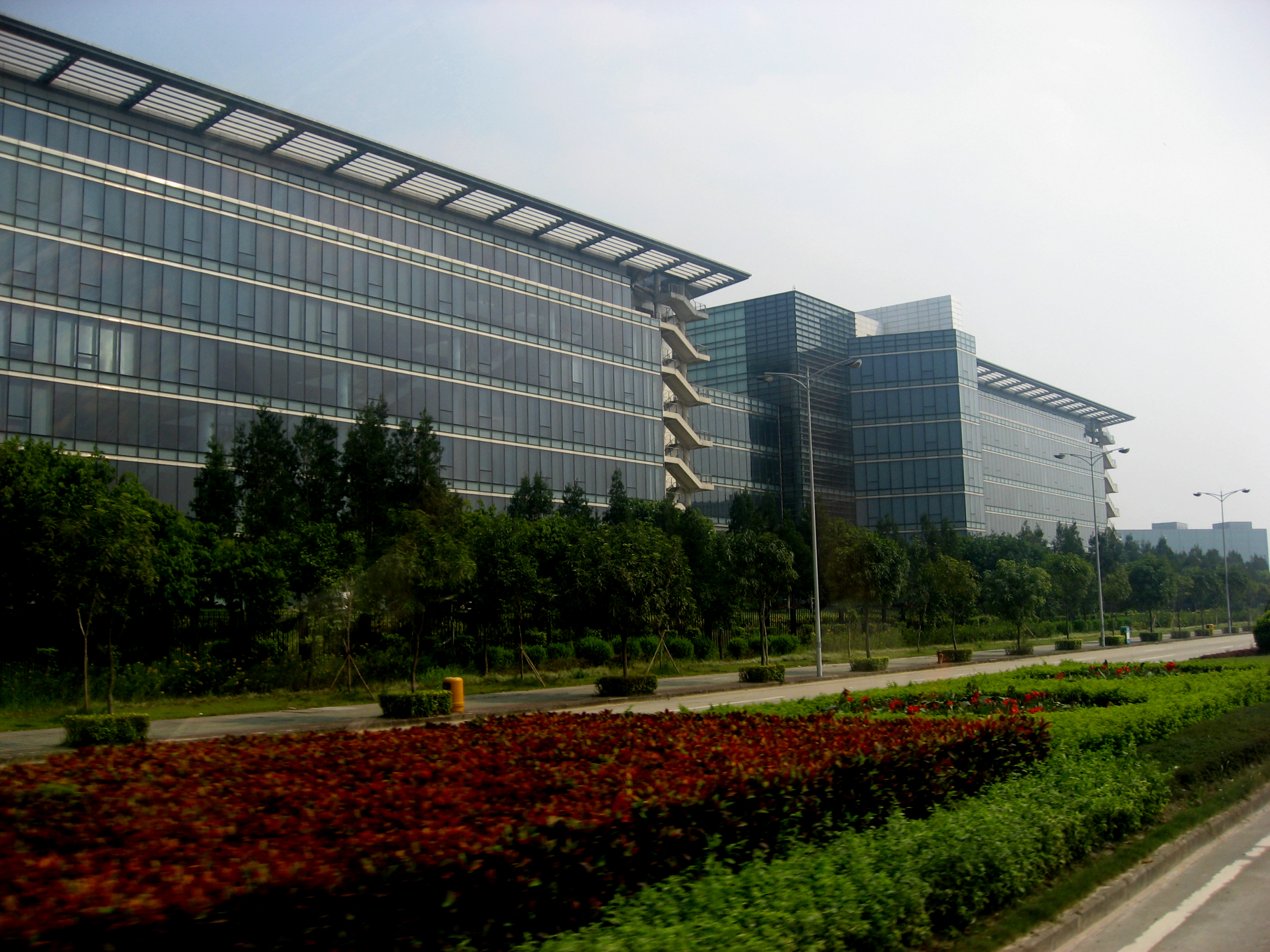
Один из кампусов Huawei в Шэньчжэне

В 2018 году Китай стал крупнейшей экономикой мира по экспорту в рамках трансграничной электронной коммерции B2C. В 2019 году объём цифровой экономики Китая достиг 35,8 трлн юаней (5,5 трлн долл. США), составив 36,2 % ВВП страны. По своему объёму китайская цифровая экономика занимала второе место в мире, уступая лишь цифровой экономике Соединённых Штатов.
В 2020 году объём цифровой экономики Китая вырос на 9,7 % и достиг 39,2 трлн юаней (6,06 трлн долл. США), составив 38,6 % ВВП страны. В 2020 году объём трансграничной электронной коммерции Китая составил 1,69 трлн юаней (около 261 млрд долл. США), увеличившись на 31,1 %. Объём экспорта в электронной коммерции вырос на 40,1 % и достиг 1,12 трлн юаней (около 173 млрд долл. США), а объём импорта вырос на 16,5 %, составив 0,57 трлн юаней (около 88 млрд долл. США). 
Объём цифровой экономики Китая увеличился с 11 трлн юаней (1,62 трлн долларов США) в 2012 году до 45,5 трлн юаней (6,73 трлн долл. США) в 2021 году. По состоянию на октябрь 2021 года в Китае насчитывалось 105 комплексных пилотных зон трансграничной электронной коммерции. К концу 2021 года в стране действовало более 450 сверхбольших и крупных центров обработки данных, более 20 интеллектуальных вычислительных центров и более 150 платформ промышленного интернета. По итогам 2021 года цифровая экономика составила 39,8 % ВВП страны. В феврале 2022 года в Китае в рамках новой программы началось строительство восьми национальных вычислительных центров и 10 национальных кластеров обработки данных.

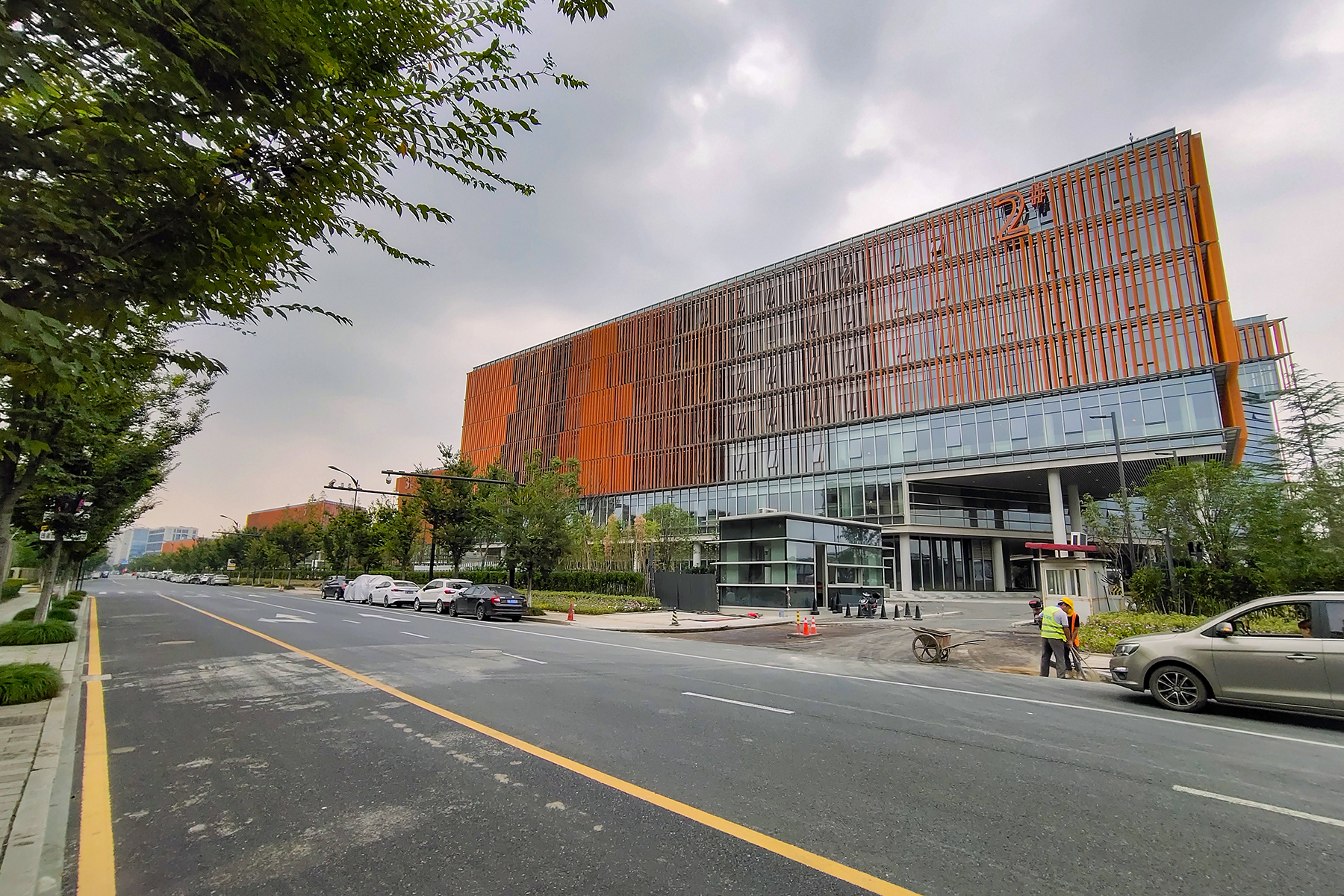
Alibaba Xixi Park в Ханчжоу

В первом полугодии 2022 года совокупный доход цифровой экономики (включая сектора электроники, информационных технологий, программного обеспечения, связи, интернет-услуг, онлайн-торговли, онлайн-обучения и онлайн-медицины), превзошел отметку в 10 трлн юаней (1,48 трлн долл. США). По состоянию на июнь 2022 года в Китае насчитывалось 1,05 млрд интернет-пользователей, а уровень доступности интернета в стране достиг 74,4 %. В Китае было установлено 1,85 млн базовых станций 5G, а число абонентов 5G достигло 455 млн. По итогам 2022 года объём торговли услугами в цифровом формате достиг 2,5 трлн юаней, что на 78,6 % больше, чем пять лет назад; объём трансграничной электронной торговли достиг 2,1 трлн юаней, что на 30,2 % больше, чем два года назад.
По итогам 2023 года добавленная стоимость продукции в ключевых отраслях цифровой экономики достигла 10 % валового внутреннего продукта Китая; общие масштабы вычислительных мощностей достигли 230 эксафлопс (по этому показателю Китай занял второе место в мире); объём вычислительных мощностей в более чем 2,2 тыс. вычислительных центрах по всей стране вырос примерно на 30 % в годовом исчислении; было произведено 32,85 зеттабайт данных, что на 22,44 % больше в годовом выражении; совокупный объём хранилищ данных достиг 1,73 зеттабайт; масштабы производства интеллектуального оборудования превысили 3,2 трлн юаней (около 450 млрд долл. США) в стоимостном выражении.

## Структура

### Электронная коммерция

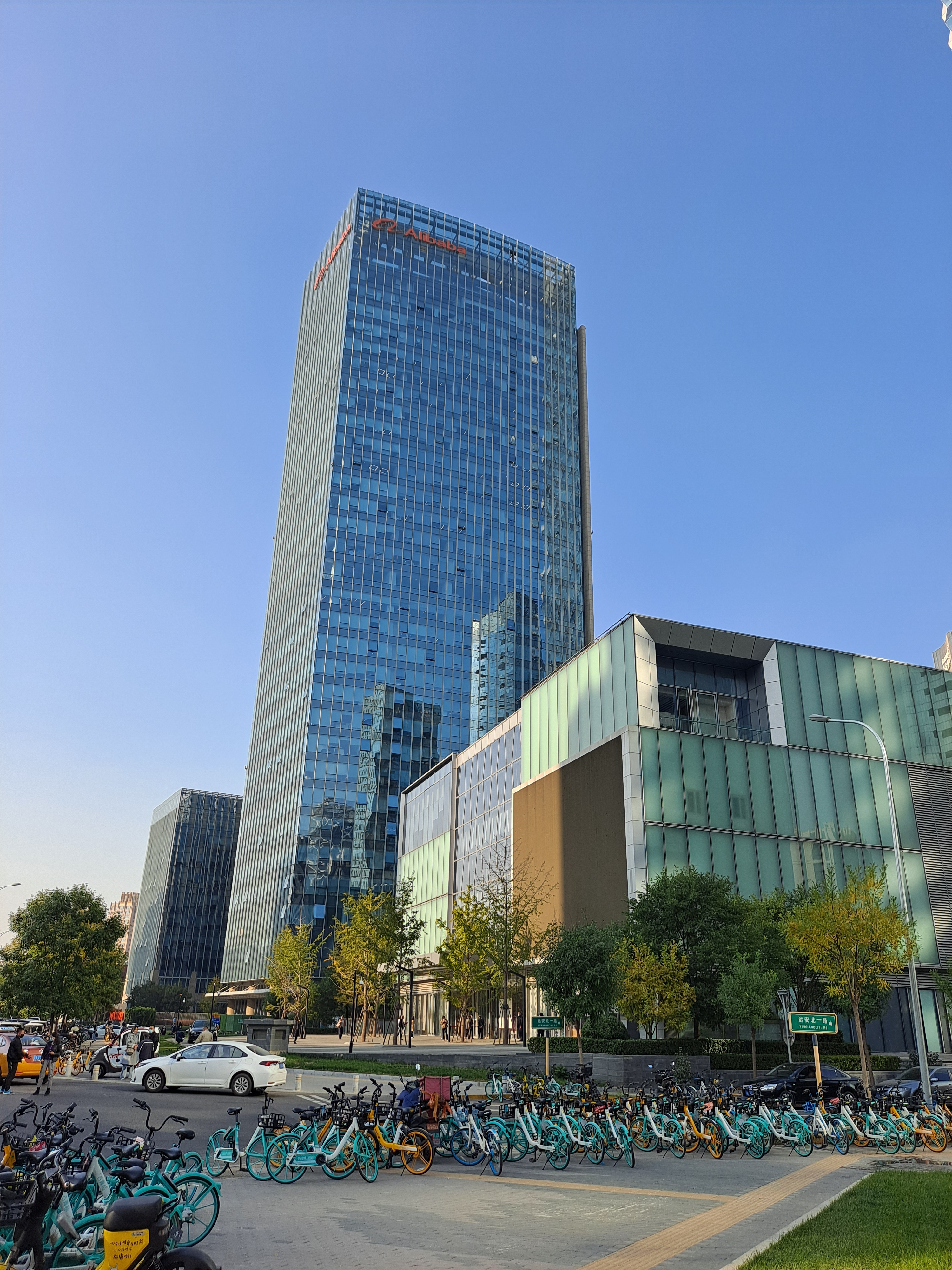
Пекинский офис Alibaba Group

Ведущую роль в электронной торговле играют маркетплейсы и другие интернет-магазины. Крупнейшими платформами электронной коммерции Китая являются Tmall, Taobao и AliExpress, принадлежащие гиганту Alibaba Group, а также сайты JD.com, Pinduoduo, HTD и Ule. Крупнейшие сайты по торговле бытовой техникой и электроникой принадлежат компаниям Suning.com, GOME и Play-Asia.
По состоянию на июнь 2021 года в Китае насчитывалось 469 млн интернет-пользователей, которые воспользовались услугой быстрой доставки товаров на дом. Этот показатель увеличился на 49,76 млн человек по сравнению с декабрем 2020 года. К товарам срочной доставки, которые потребители заказывают через Интернет, относятся продукты питания (в том числе кондитерские изделия, овощи и фрукты), напитки, свежие цветы, лекарства и предметы домашнего обихода. Покупатели могут получить товар через 0,5—2 часа после оформления заказа. Среди крупнейших платформ Китая выделяются Meituan и Ele.me.
Одной из форм стимулирования электронной коммерции является создание китайскими властями обширной сети демонстрационных баз электронной торговли. К концу 2020 года в Китае насчитывалось 127 демонстрационных баз электронной торговли, на которых работало в общей сложности 73,5 тыс. отраслевых предприятий и более 1,51 млн человек. В 2020 году общий объём электронной торговли этих баз достиг 6,37 трлн юаней (около 982 млрд долл. США), что на 13,3 % больше, чем в 2019 году.
По состоянию на июнь 2021 года объём розничных продаж сельскохозяйственных продуктов в китайском сегменте интернета составил 208,82 млрд юаней (32,77 млрд долл. США). За первую половину 2021 года объем розничной интернет-торговли в сельской местности Китая вырос на 21,6 % по сравнению с аналогичным периодом 2020 года. Правительство и предприятия Китая принимают активное участие в создании цифровой инфраструктуры на сельских рынках, оптимизируют традиционные цепочки поставок сельскохозяйственной продукции и помогают в сбыте аграрной продукции через интернет. 98 % поселков Китая охвачены услугами экспресс-доставки.
По итогам 2021 года общий объём сделок в секторе электронной коммерции вырос на 19,6 % в годовом выражении и достиг 42,3 трлн юаней (6,15 трлн долларов США); объём сделок по товарам достиг 31,3 трлн юаней, а объём сделок по услугам составил 11 трлн юаней. Электронная коммерция является главным локомотивом для логистического и почтового секторов Китая. В 2021 году оборот почтового сектора составил более 1,26 трлн юаней (около 197,87 млрд долл. США), что на 14,5 % больше по сравнению с 2020 годом. По итогам 2021 года китайские предприятия экспресс-доставки обработали 108,3 млрд посылок, что на 29,9 % больше, чем в 2020 году. Их совокупный доход от предпринимательской деятельности за этот период превысил 1,03 трлн юаней, увеличившись на 17,5 % в годовом исчислении.
По итогам 2021 года объём розничных онлайн-продаж в Китайской народной республике достиг 13,1 трлн юаней (2,06 трлн долл. США), увеличившись в годовом исчислении на 14,1 %. В частности, розничные продажи физических товаров через интернет выросли в годовом исчислении на 12 % и достигли 10,8 трлн юаней (1,70 трлн долл. США); этот показатель составил 24,5 % от общего объема розничных продаж потребительских товаров в стране и впервые превысил 10 трлн юаней. В 2021 году объём розничных онлайн-продаж в сельской местности Китая достиг 2,05 трлн юаней (322,11 млрд долл. США), увеличившись на 11,3 % в годовом исчислении; объём продаж сельскохозяйственной продукции через интернет вырос на 2,8 % по сравнению с 2020 годом и достиг 422,1 млрд юаней (66,32 млрд долл. США).
В 2021 году объём трансграничной электронной коммерции составил 1,92 трлн юаней (около 284,5 млрд долл. США), увеличившись на 18,6 % в годовом исчислении. Основной оборот пришёлся на 132 комплексные пилотные зоны трансграничной электронной коммерции, созданные в 30 единицах провинциального уровня. По итогам 2022 года объём трансграничной электронной торговли Китая составил 2,1 трлн юаней, увеличившись на 7,1 % по сравнению с предыдущим годом. Потребительские товары составили 92,8 % экспорта и 98,3 % импорта. 34,3 % китайского экспорта пришлось на США, а 6,5 % — на Великобританию. Основными экспортируемыми товарами были одежда, обувь, сумки и электроника. Основными источниками импортных товаров стали Япония (21,7 %) и США (17,9 %).
За первую половину 2023 года оборот трансграничной интернет-торговли Китая достиг 1,1 трлн юаней (153,55 млрд долл. США), увеличившись на 16 % в годовом выражении. В частности, экспорт составил 821 млрд юаней и вырос на 19,9 %, а импорт — 276 млрд юаней с приростом на 5,7 %. Доля трансграничной электронной торговли во внешней торговле Китая выросла с менее 1 % в 2018 году до 5 % в 2023 году. По состоянию на лето 2023 года в Китае насчитывалось свыше 100 тыс. компаний в сфере трансграничной электронной торговли, которые создали более 200 тыс. интернет-магазинов без платформы-посредника; в комплексных пилотных зонах для трансграничной электронной коммерции действовало около 690 индустриальных парков трансграничной электронной торговли. 
Крупнейшими центрами электронной коммерции являются городской округ Цзиньхуа и входящий в его состав уезд Иу, а также Гуанчжоу, Шэньчжэнь, Пекин и Шанхай.

### Телекоммуникации

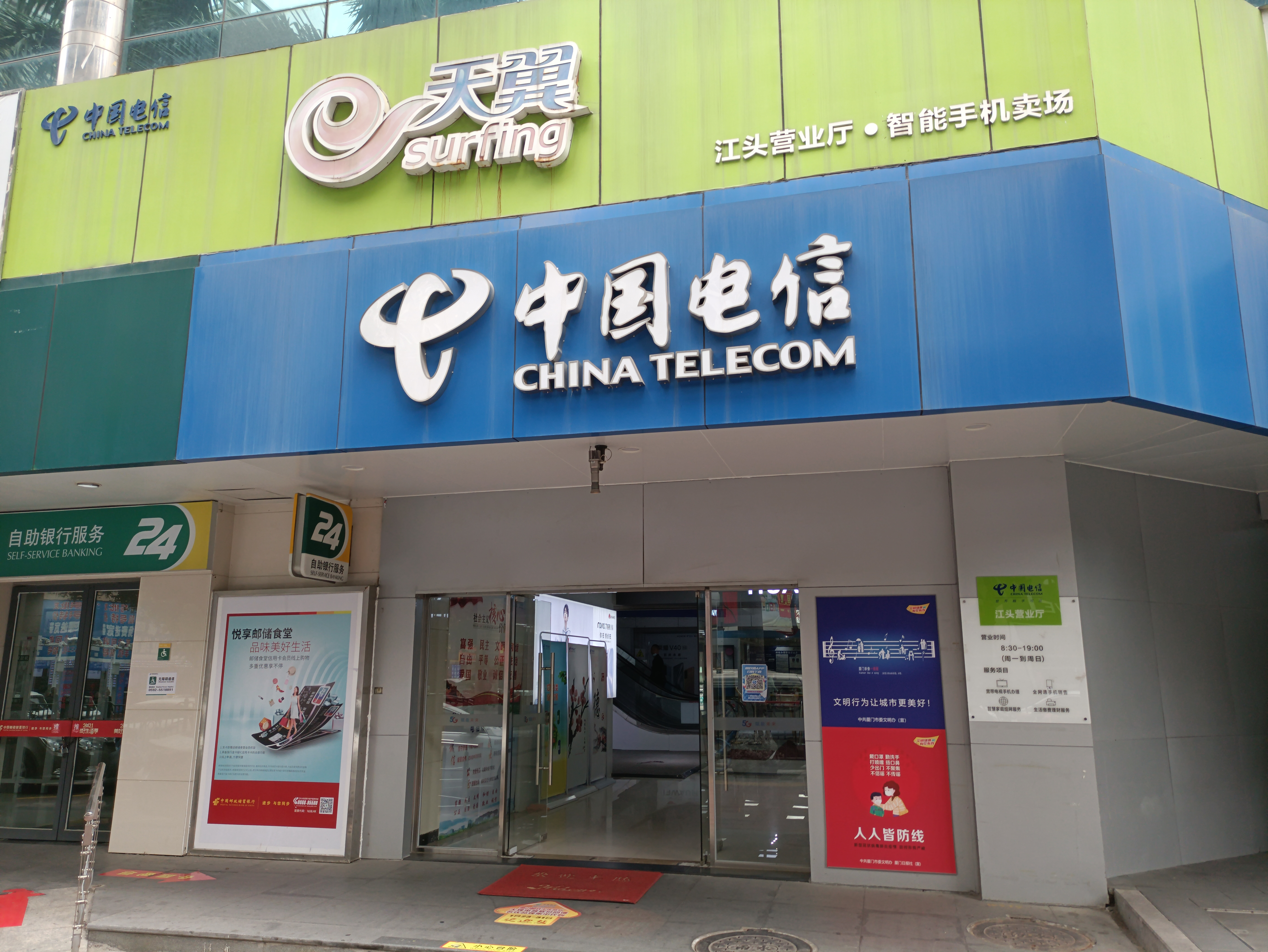
Офис обслуживания клиентов China Telecom в Сямыне

На рынке мобильной связи и мобильного интернета доминирует «большая тройка» компаний — China Mobile, China Telecom и China Unicom. Китай занимает первое место в мире по развитию технологии 5G и числу патентов в этой области. Технологии 5G активно внедряются в таких сферах, как умный город, обрабатывающая и горнодобывающая промышленность, энергетика, коммунальное хозяйство, сельское и лесное хозяйство, транспорт, логистика, образование, медицина, экология, культура, спорт и туризм.
По состоянию на июнь 2021 года общее количество базовых станций 5G в Китае достигло 961 тыс., в начале сентября 2021 года их количество увеличилось до 993 тыс., в ноябре 2021 года — до 1,396 млн (более 70 % базовых станций 5G в мире). Объём поставок мобильных телефонов с технологией 5G в стране в первой половине 2021 года достиг 128 млн единиц, составив 73,4 % от общемирового рынка. По состоянию на ноябрь 2021 года число конечных пользователей 5G достигло 497 млн человек.
К концу 2021 года число пользователей мобильного интернета в Китае достигло 1,42 млрд человек, увеличившись на 5 % в годовом исчислении, а число пользователей фиксированного широкополосного интернета составило 540 млн (+ 10,8 % в годовом выражении). По состоянию на март 2022 года в Китае насчитывалось 1,43 млн базовых станций 5G и более 500 млн пользователей 5G. В 2022 году в Китае появился четвёртый оператор мобильной связи — компания China Broadnet.
С 2012 по 2021 год уровень проникновения Интернета в Китае увеличился с 42,1 % до 73 %. Во всех городах окружного значения проведены оптоволоконные системы передачи данных, а уровень покрытия широкополосной связью в селах и деревнях достиг 100 %. По итогам 2023 года совокупный операционный доход предприятий телекоммуникационного сектора Китая вырос на 6,2 % до 1,68 трлн юаней (около 236 млрд долл. США). К концу 2023 году количество базовых станций 5G в Китае превысило 3,37 млн, общее число пользователей услуг связи 5G достигло 805 млн человек, доля 5G в трафике мобильных данных составила 47 %.

### Программное обеспечение и информационные технологии

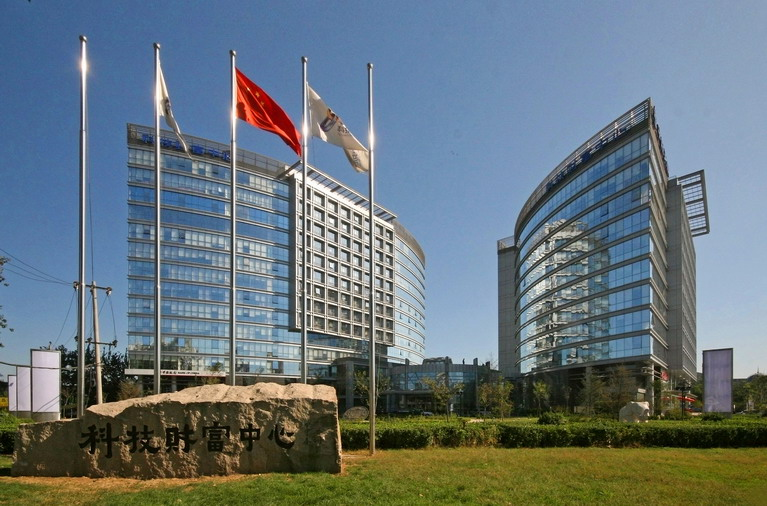
Район Чжунгуаньцунь — пекинская «Кремниевая долина»

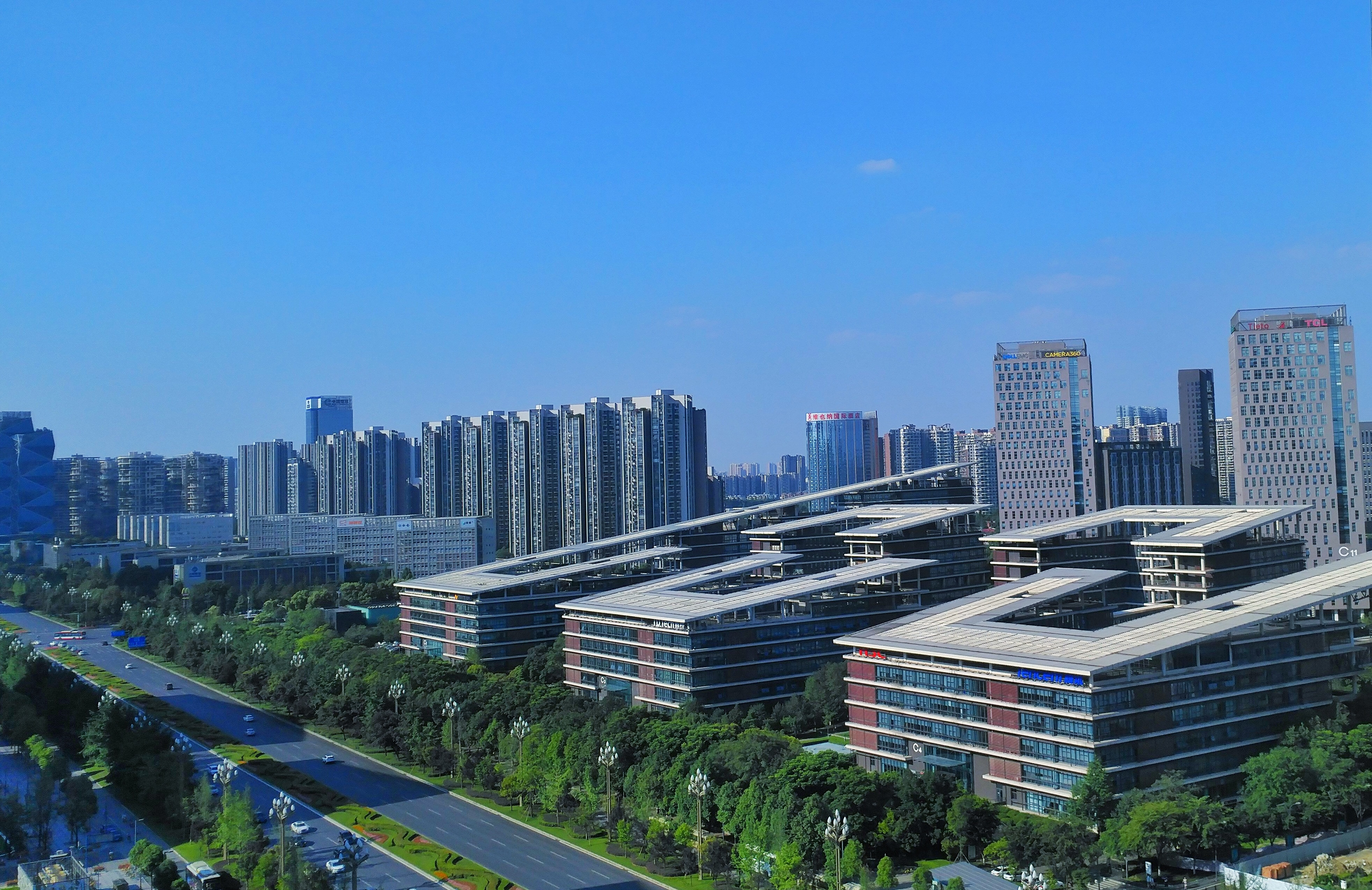
Tianfu Software Park в Чэнду

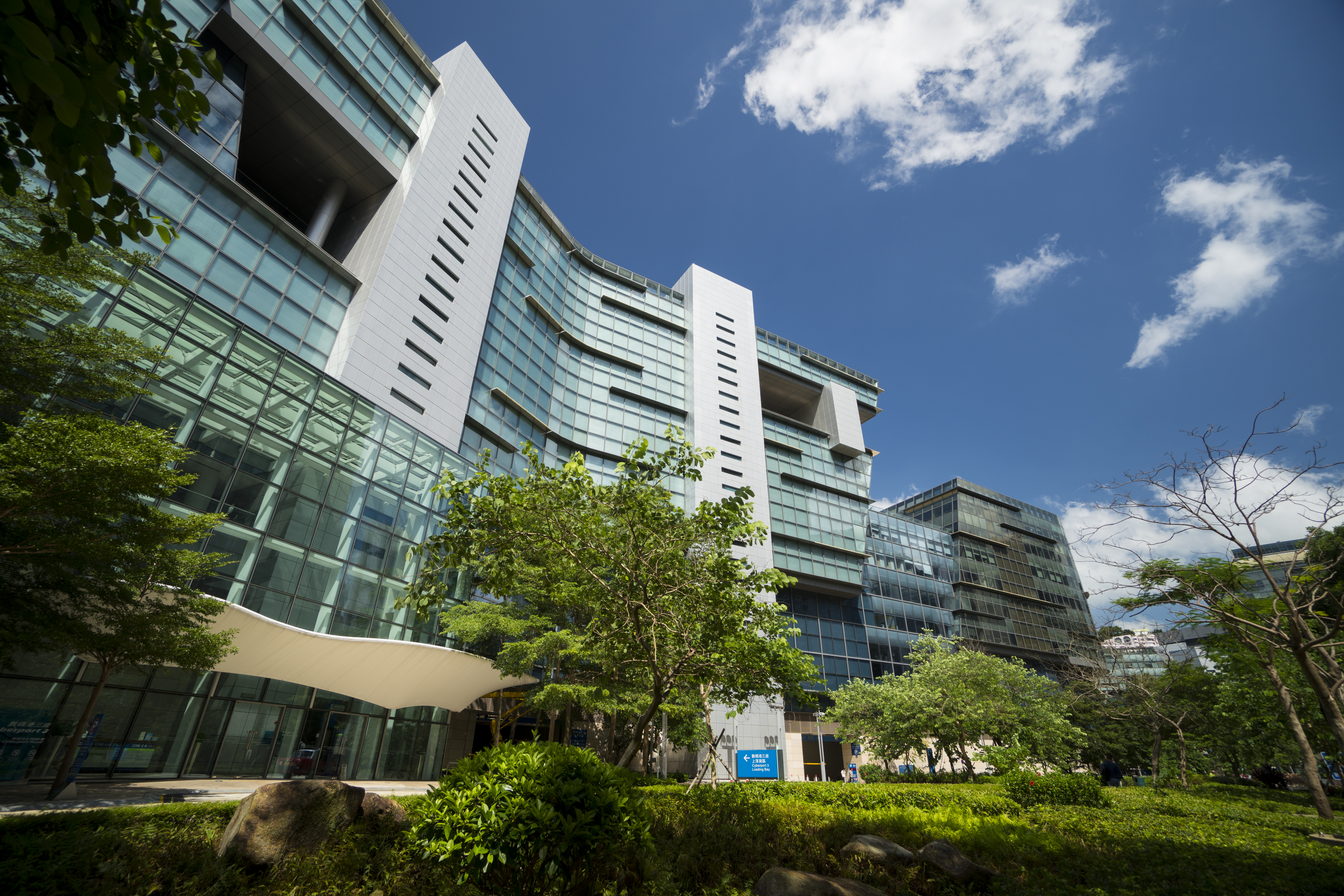
Cyberport в Гонконге

За период 13-й пятилетки (2016—2020 года) выручка от программного обеспечения и ИТ-услуг в Китае увеличилась с 4,28 трлн юаней (671,96 млрд долл. США) в 2015 году до 8,16 трлн юаней (1,28 трлн долл. США) в 2020 году, среднегодовые темпы роста составили 13,8 %. За этот же период времени доля программного обеспечения и ИТ-услуг в информационной индустрии Китая выросла с 28 % до 40 %.
В Китае имеется несколько центров индустрии программного обеспечения. Крупнейшие парки программного обеспечения созданы в городах Пекин (Zhongguancun Software Park и Beijing Software Industry Base), Чэнду (Tianfu Software Park), Далянь (Dalian Software Park), Гуанчжоу (Tianhe Software Park), Ханчжоу (Hangzhou High Technology Software Park), Шанхай (Zhangjiang Hi-Tech Park), Сиань (Xi’an Software Park), Гонконг (Hong Kong Cyberport, Hong Kong Science Park и Hong Kong — Shenzhen Innovation and Technology Park), Ухань (Optical Valley Software Park), Сучжоу (Suzhou Software Technology Park), Нанкин (Nanjing Software Park), Шэньчжэнь (Shenzhen Software Park), Тяньцзинь (Tianjin Binghai Service Outsourcing Base) и Цзинань (Qilu Software Park).
За январь-июль 2021 года совокупные операционные доходы индустрии программного обеспечения, программного аутсорсинга и информационных технологий составили более 5,14 трлн юаней (около 792,4 млрд долл. США), увеличившись на 21,4 % в годовом выражении. Прибыль предприятий этого сектора составила почти 583,8 млрд юаней, что на 12,3 % больше, чем за аналогичный период 2020 года; объём экспорта составил 29 млрд долл. США, увеличившись на 10,9 % в годовом исчислении.
Важное значение имеет Институт программного обеспечения Китайской академии наук в районе Чжунгуаньцунь. Крупнейшими китайскими игроками на рынке программного обеспечения и видеоигр являются Huawei, ByteDance, Sina Corp, Xiaomi, Pactera Technology, PCCW, Neusoft, NetEase, Yonyou Network Technology, Beyondsoft Corporation, Worksoft Creative Software Technology, Chinasoft International, Camelot Technology, Insigma Technology, Shanghai Wicresoft, Shengqu Games, Kingsoft, Sohu, Perfect World, Qihoo 360, Tencent, Baidu, Alibaba Group, TCS China, Dalian Hi-Think Computer (DHC Software), Donghua Software, Kingdee International Software Group, Inspur, SuperMap, NetDragon Websoft, miHoYo, Megvii, Yoozoo Games, Seioglobal, Link Motion, Snail, Mobvoi, UCWeb и Enlight Software.
В 2022 году в индустрии программного обеспечения и информационных технологий в Китае насчитывалось более 350 тыс. крупных предприятий, доход отрасли составил 10,812 трлн юаней (около 1,6 трлн долл. США), что на 11,2 % больше по сравнению с 2021 годом. Общая прибыль в отрасли программного обеспечения достигла 1,264 трлн юаней, на 5,7 % больше по сравнению с 2021 годом; выручка от услуг в области информационных технологий составила 7,012 трлн юаней, что на 11,7 % больше по сравнению с 2021 годом; доход в области промышленной программной продукции составил 240,7 млрд юаней, что на 14,3 % больше по сравнению с 2021 годом.
По итогам 2023 года доходы предприятий индустрии программного обеспечения и услуг в области информационных технологий Китая выросли на 13,4 % в годовом исчислении до 12,33 трлн юаней (около 1,73 трлн долл. США); совокупная прибыль китайских компаний сектора составила 1,46 трлн юаней, что на 13,6 % больше по сравнению с предыдущим годом; экспорт программного обеспечения из Китая снизился на 3,6 % в годовом исчислении и составил 51,42 млрд долл. США.

### Интернет вещей

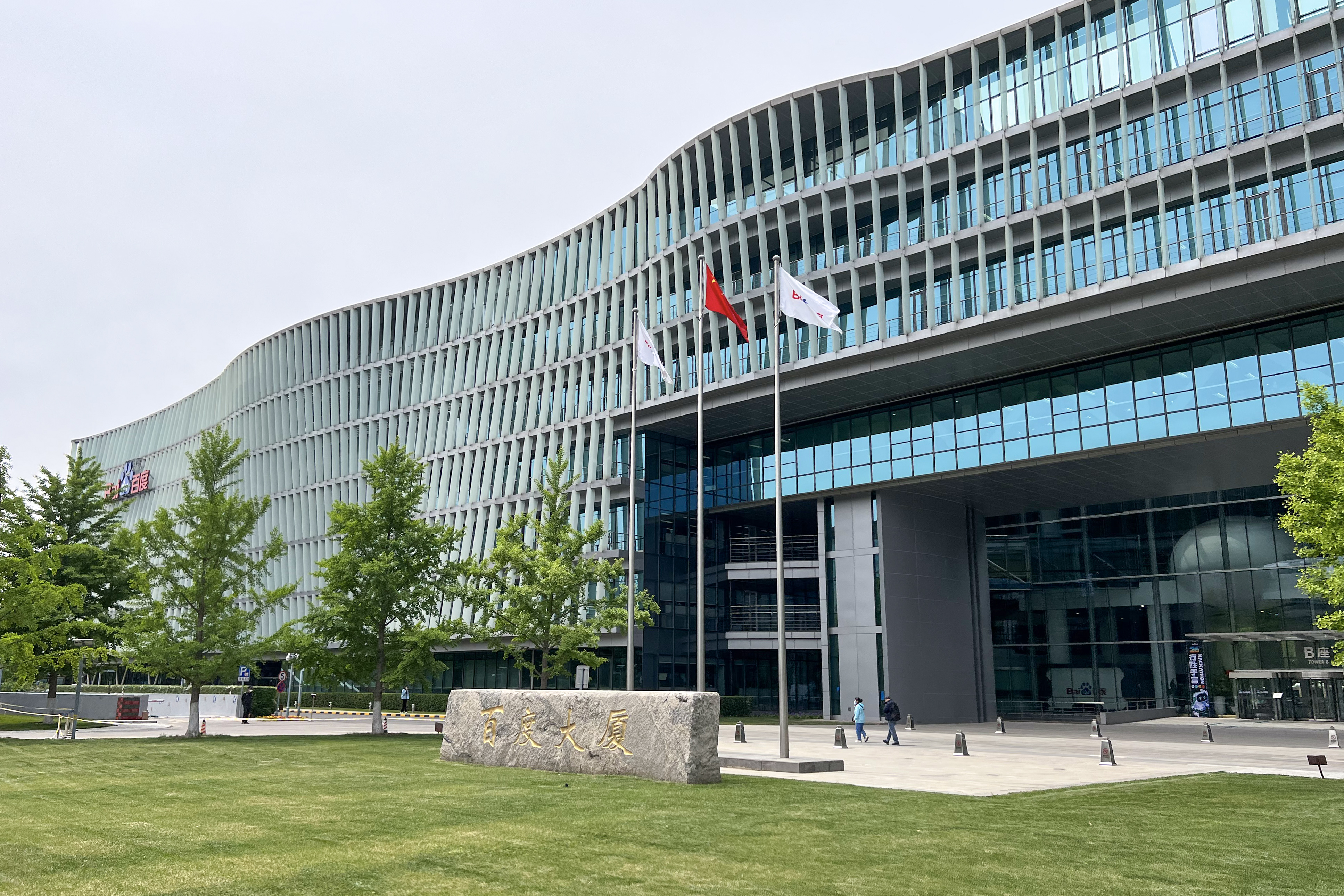
Штаб-квартира Baidu в Пекине

Сектор интернета вещей является одной из ключевых отраслей цифровой экономики Китая. К концу 2020 года объём интернета вещей превысил в Китае 2,4 трлн юаней (около 375,8 млрд долларов США). Крупнейшим центром интернета вещей является город Уси. Основными отраслями сектора интернета вещей являются беспилотные автомобили, «умные» бытовая и измерительная техника (домашняя автоматизация и умная одежда), носимые приборы (умные часы, фитнес-трекеры, умные очки).
К концу 2022 года количество подключений к мобильному Интернету вещей в Китае достигло 1,845 млрд, что на 447 млн больше, чем в 2021 году, и составило 70 % от мирового показателя. Общее число базовых станций мобильной связи в стране достигло 10,83 млн. В Китае сформировалась относительно полная производственная цепочка мобильного Интернета вещей, охватывающая микросхемы, модули, терминалы, программное обеспечение, платформы и сервисы. Количество терминалов мобильного Интернета вещей, используемых в сфере общественных услуг, достигло 496 млн домохозяйств, автомобильного интернета — 375 млн, «умной» розничной торговли — 250 млн, «умного» дома — 192 млн.

### Промышленный интернет
В Китае активно развивается промышленный интернет вещей, объём рынка которого в 2020 году достиг 916,48 млрд юаней (141,16 млрд долл. США). По состоянию на середину 2021 года стране насчитывалось более 100 промышленных интернет-платформ (в том числе отраслевых и региональных). К промышленному интернету было подключено более 73 млн единиц оборудования и более 500 тыс. промышленных приложений. Ведётся активная интеграция промышленного интернета и технологий 5G, а также внедрение промышленного интернета на малых и средних предприятиях. Лидером в секторе промышленного интернета является компания Huawei.

### Искусственный интеллект
Китай занимает первое место в мире по количеству патентов в области искусственного интеллекта (на протяжении 2010 — 2020 годов было подано почти 390 тыс. заявок на патенты в области ИИ, что составило 74,7 % от общемирового показателя). По состоянию на конец 2020 года количество китайских компаний в области искусственного интеллекта превысило 6,4 тыс., составив 24,66 % от общемирового показателя. Приоритетными отраслями являются «умные чипы», «умные дроны», «умные автомобили», «умные роботы» и «умная медицина». По итогам 2021 года масштабы отрасли искусственного интеллекта превысили отметку в 400 млрд юаней (59,08 млрд долл. США).  
Лидерами на рынке искусственного интеллекта являются компании IFlytek, Alibaba Group, Baidu и Tencent. Искусственный интеллект широко применяется в сфере «умного метро» и производства роботов. В этой области Китай представлен такими крупными компаниями, как Siasun Robot & Automation, Ecovacs Robotics, Hanson Robotics и CloudMinds.

### Большие данные и облачные вычисления

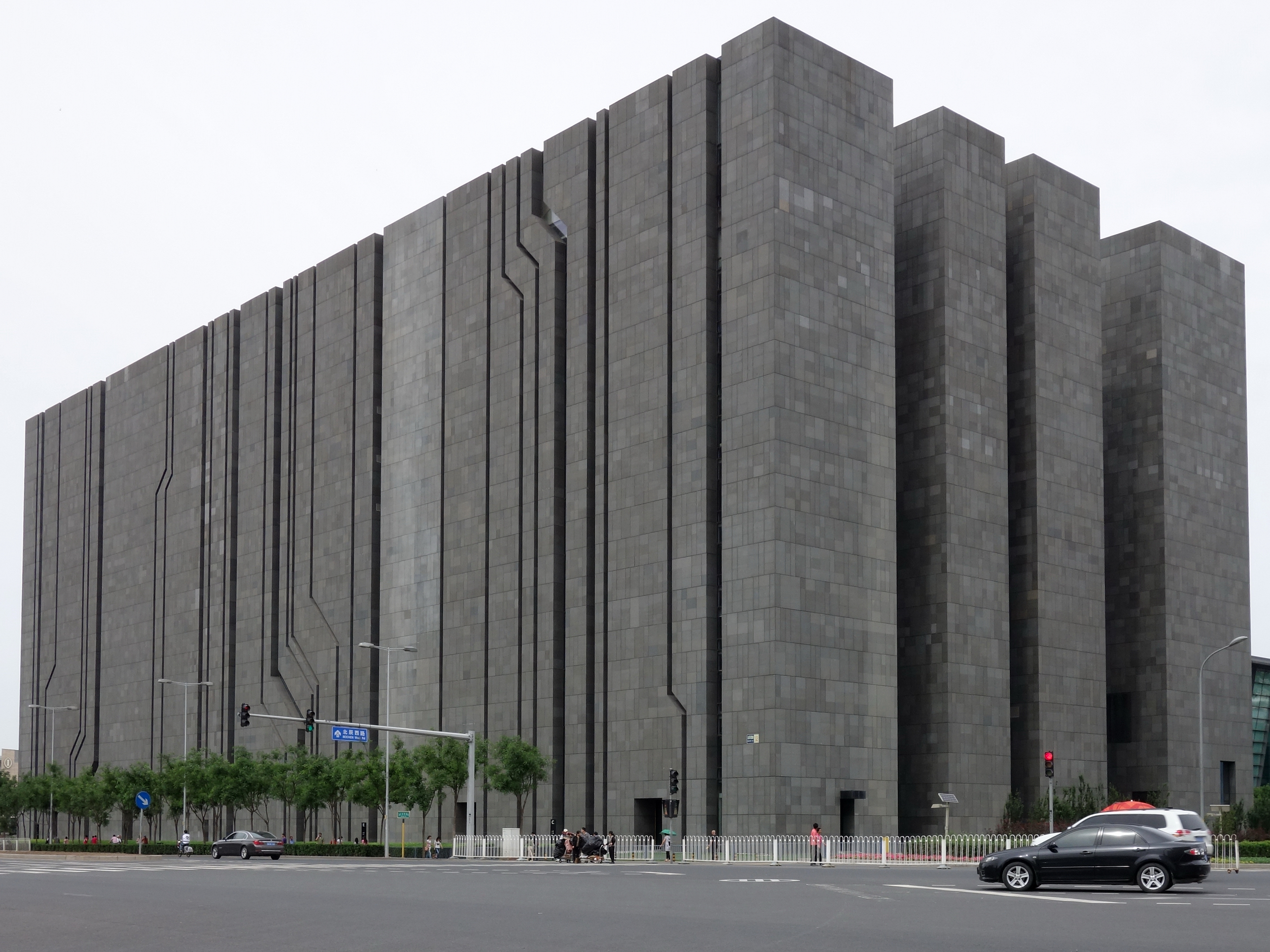
Дата-центр, построенный в Пекине к Летним Олимпийским играм 2008 года

В Китае активно развивается рынок облачных вычислений, хранения и обработки больших данных, а также сектор серверов и другой вычислительной техники. В первом полугодии 2020 года объём рынка профессиональных облачных сервисов в Китае составил 7,19 млрд юаней (около 1,09 млрд долл. США), что на 12,3 % больше, чем за тот же период 2019 года. Масштабы рынка облачных вычислений увеличились в 2020 году на более чем 33 % в годовом выражении. Первой пилотной зоной по развитию индустрии больших данных является провинция Гуйчжоу, где сегодня расположены крупнейшие в стране дата-центры. Другими значительными центрами облачных вычислений являются город Ханчжоу и Тибетский автономный район.
Лидерами на рынке больших данных и облачных вычислений являются компании Alibaba Group (Alibaba Cloud Intelligence), Tencent (Tencent Cloud), Baidu (Baidu Cloud), JD.com и Apple. В секторе профессиональных облачных услуг лидируют пять крупнейших компаний — Huawei, IBM, Accenture, China Telecom и Inspur. В ноябре 2022 года начала свою работу Шэньчжэньская биржа данных. 
В 2021 году общее число субъектов рынка больших данных в Китае превысило 180 тыс., а инвестиции в предприятия, связанные с большими данными, привесили 80 млрд юаней (11,6 млрд долл. США). Власти Китая реализуют масштабный проект по переносу вычислительных ресурсов с востока страны на запад. В начале 2022 года началось строительство государственных вычислительных узлов во Внутренней Монголии, Гуйчжоу, Ганьсу, Нинся и других районах западного Китая, богатых источниками возобновляемой энергии. По состоянию на июль 2022 года объем рынка больших данных Китая достиг 1,3 трлн юаней (193,83 млрд долл. США).
По состоянию на конец 2022 года в стране была построена крупнейшая в мире оптоволоконная сеть, общая длина волоконно-оптических кабелей составила около 60 млн км. По итогам 2022 года объём индустрии больших данных Китая составил 1,57 трлн юаней, увеличившись на 18 % по сравнению с уровнем годичной давности.
По итогам 2022 года масштаб индустрии вычислительных мощностей Китая достиг 2,6 трлн юаней (362,2 млрд долларов США); в 2017—2022 годах Китай поставил более 20,91 млн серверов общего назначения и 820 тыс. серверов искусственного интеллекта. В 2022 году общий объем рынка транзакций данных достиг 87,68 млрд юаней, что составило 13,4 % мирового рынка данных. В 2023 году объем рынка баз данных в Китае превысил 52 млрд юаней (7,28 млрд долл. США); общий объем данных, сгенерированных по всей стране, достиг 32 зеттабайт.

### Электронные деньги

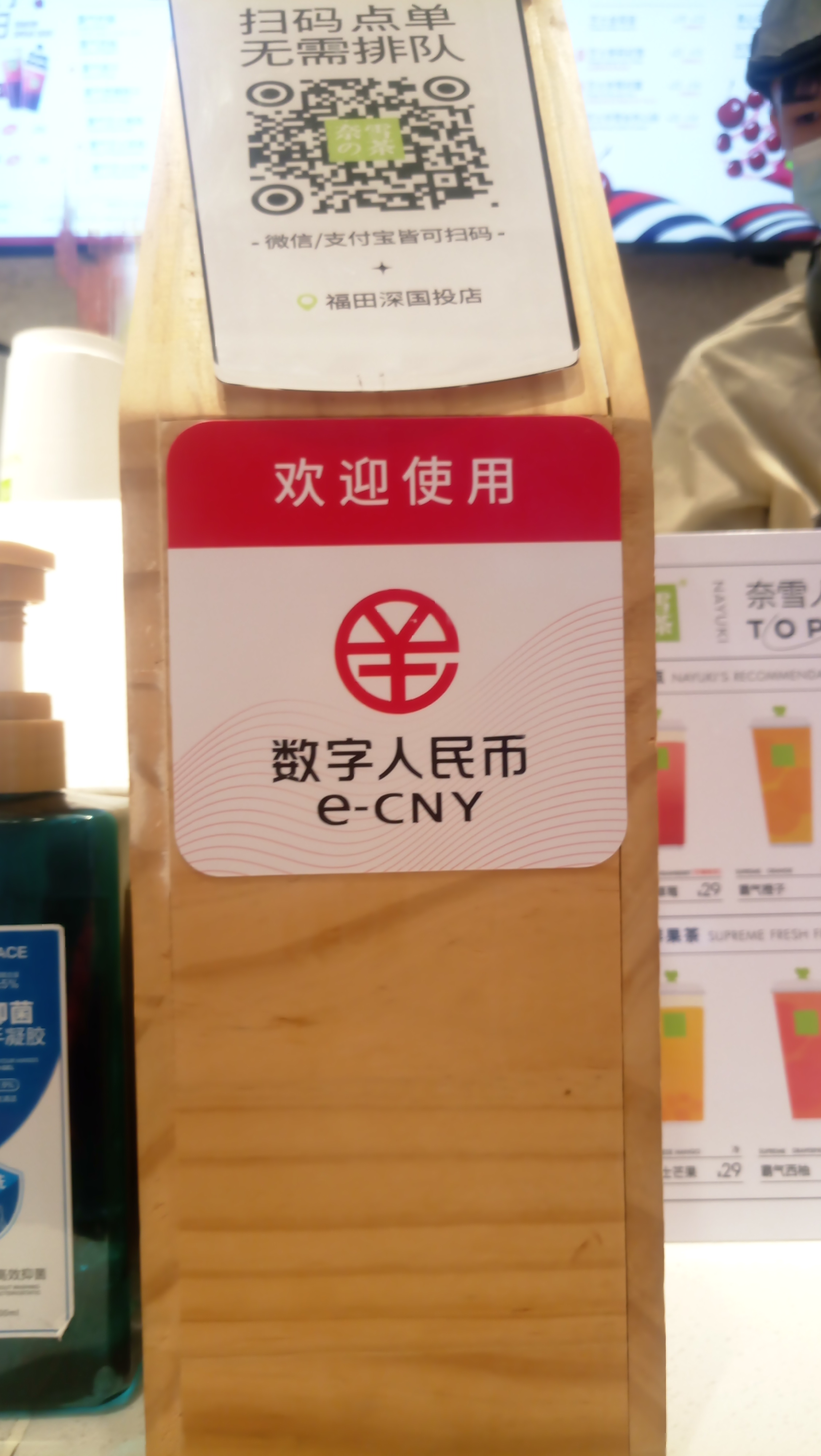
Знак цифрового юаня в Шэньчжэне

Ключевым элементом электронных денег является цифровой юань (e-CNY). На первом этапе Народный банк Китая принял решение внедрить цифровой юань для внутренних розничных платежей и лишь затем применять его в трансграничных платёжных операциях.
В конце 2019 года экспериментальное использование цифровой валюты началось в городах Шэньчжэнь, Сучжоу и в новом районе Сюнъань провинции Хэбэй. В октябре 2020 года цифровой юань начали внедрять в пилотном режиме в островной провинции Хайнань и таких крупных городах, как Шанхай, Чанша, Сиань, Циндао и Далянь. К концу июня 2021 года объём транзакций, проведенных в стране с использованием цифрового юаня, достиг 34,5 млрд юаней (около 5,32 млрд долл. США).
24 сентября 2021 года власти Китая запретили любые коммерческие операции с криптовалютой, что повлекло за собой уход десятков компаний с китайского рынка. По итогам 2021 года объём платежей с помощью цифрового юаня достиг в Китае 87,57 млрд юаней (13,78 млрд долл. США), а число оформленных личных кошельков для цифрового юаня превысило 261 млн.
В ходе Зимних Олимпийских игр 2022 года цифровой юань был опробован в Пекине и Чжанцзякоу, весной 2022 года использование цифрового юаня было распространено на Тяньцзинь, Чунцин, Гуанчжоу, Фучжоу, Сямынь и шесть городов провинции Чжэцзян.
По состоянию на конец 2022 года объем цифровых юаней в обращении достиг 13,61 млрд юаней (2,01 млрд долл. США); с учетом цифровой валюты объем наличных в обращении составил 10,47 трлн юаней, увеличившись на 15,3 % в годовом исчислении. К концу июня 2024 года общий объем транзакций с использованием цифрового юаня в Китае составил 7 трлн юаней (986,07 млрд долларов США).

### Платёжные системы

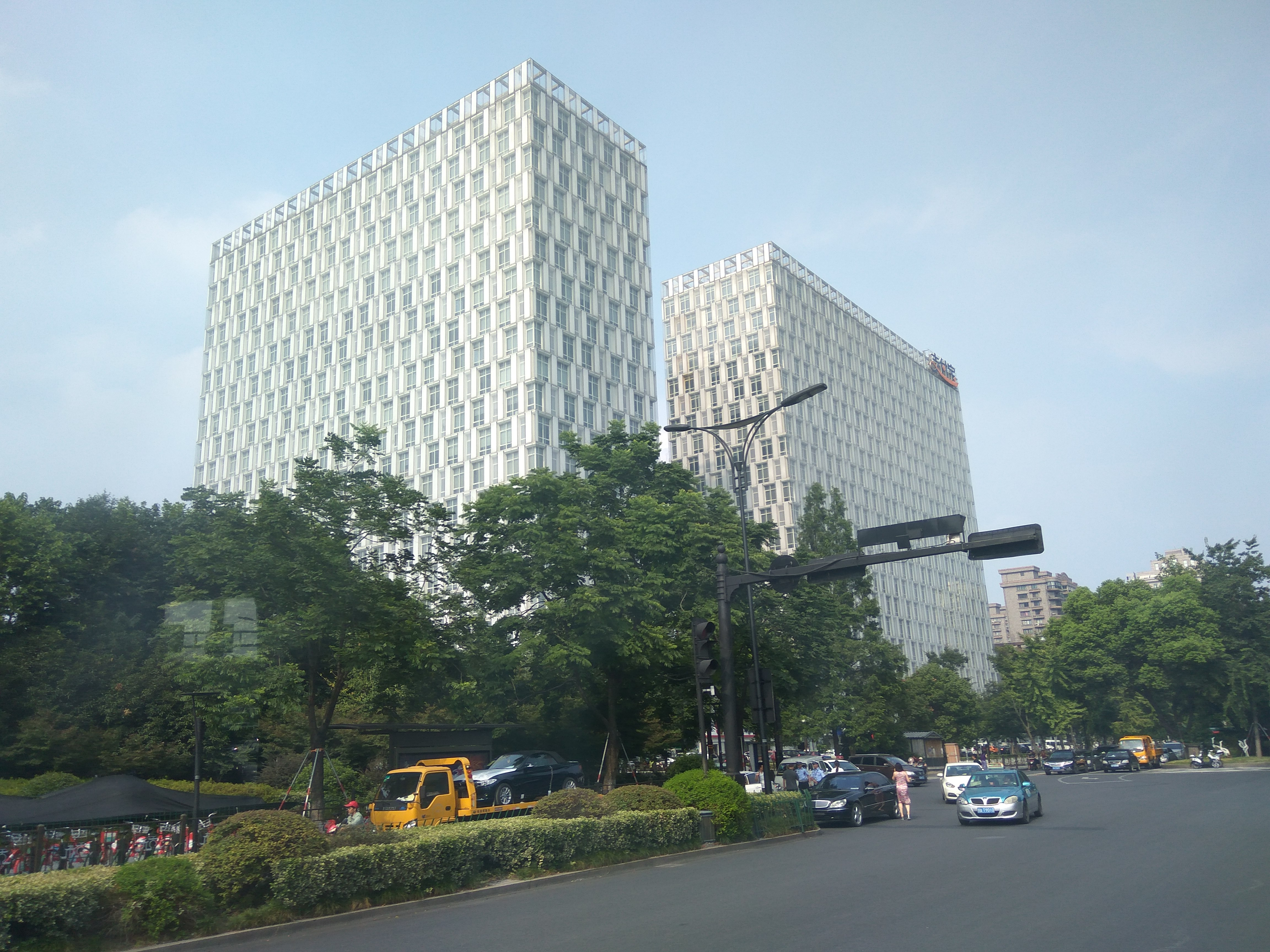
Штаб-квартира Alipay в Ханчжоу

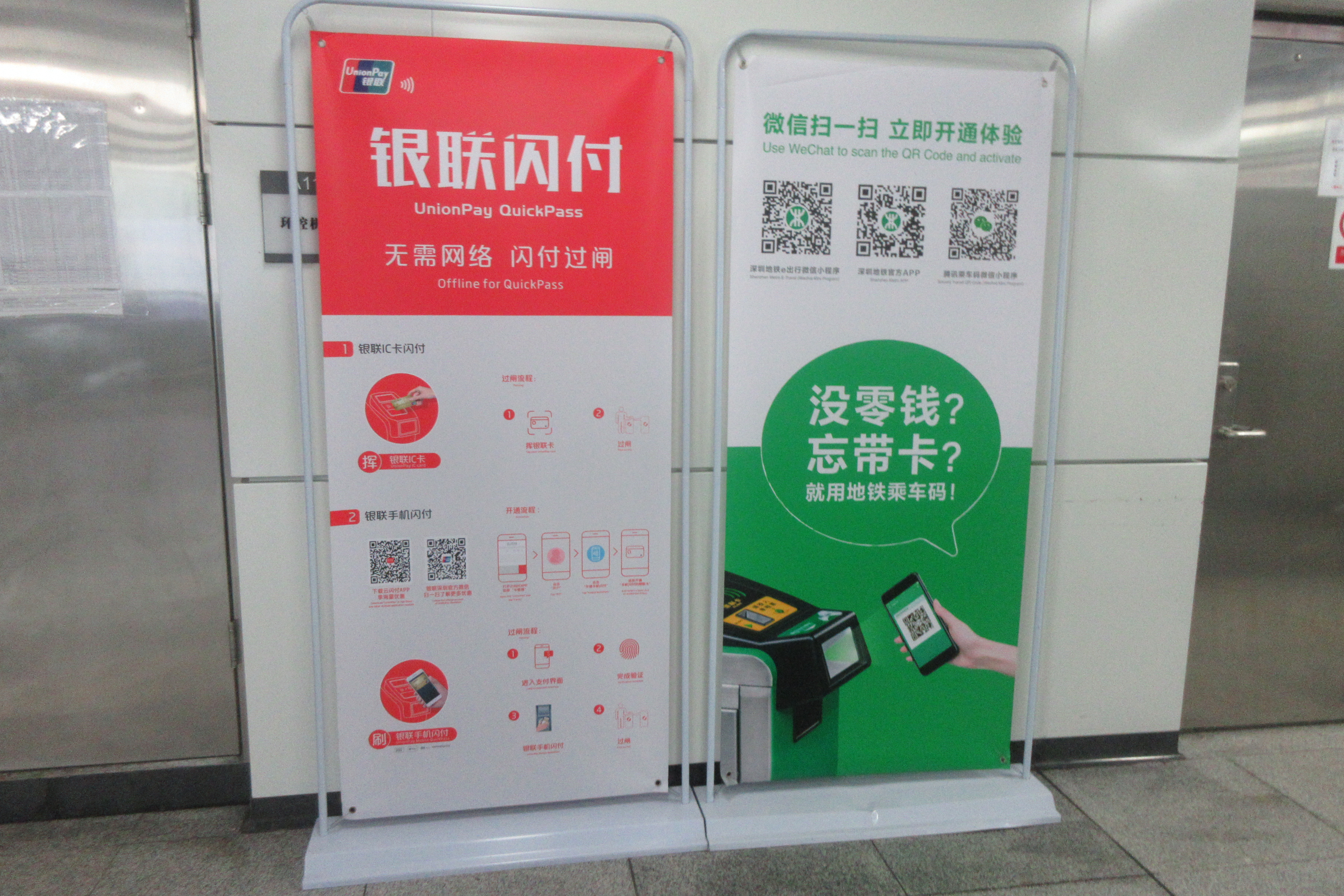
Баннеры UnionPay и WeChat Pay в метро Шэньчжэня

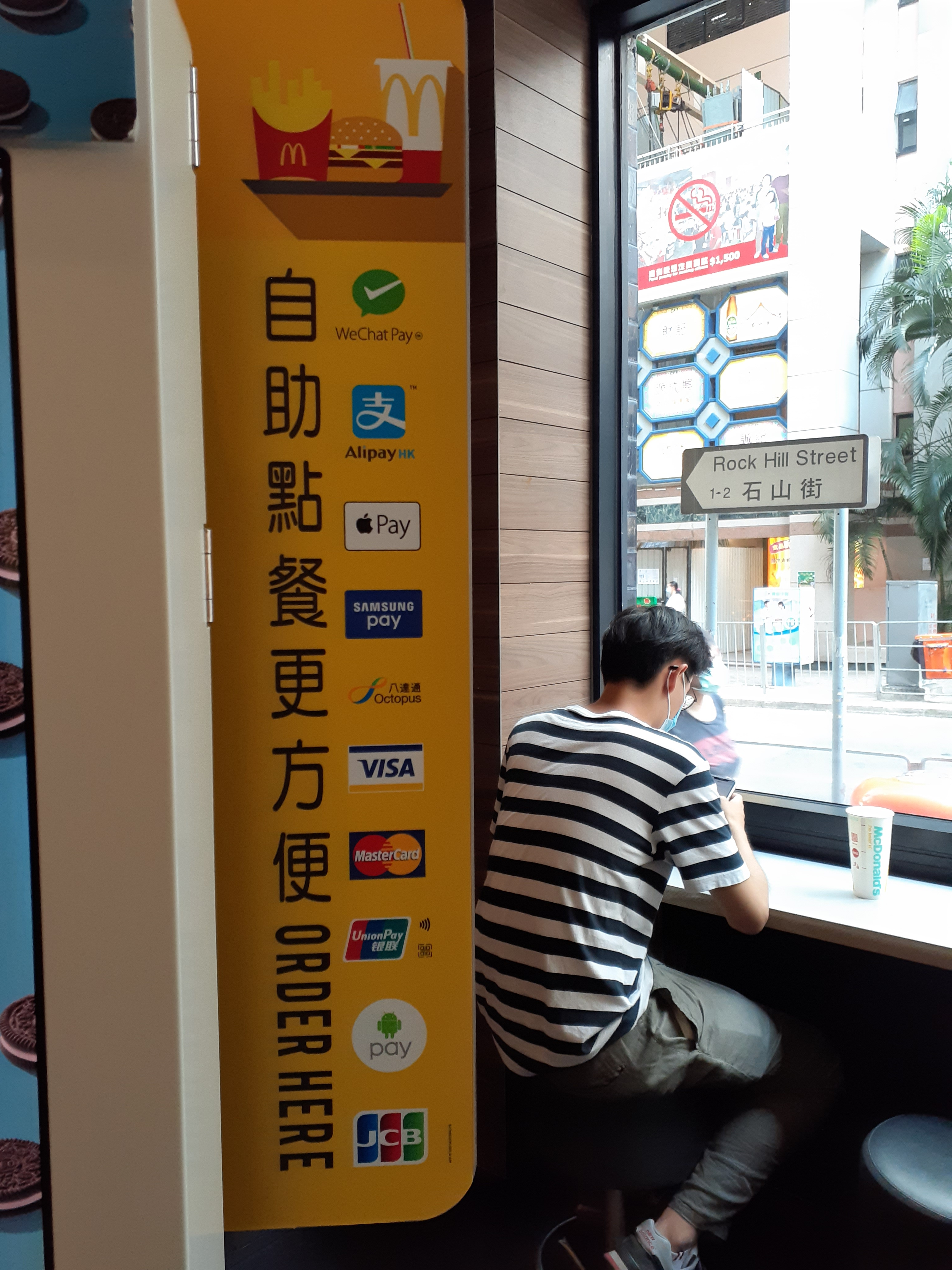
Платёжные системы, доступные в Гонконге

В 2015 году Китай запустил трансграничную платёжную систему межбанковских платежей CIPS (Cross-Border Inter-Bank Payments System), которая является альтернативой системы SWIFT. Участниками этой системы являются ведущие банки Китая.
В период с 2011 по 2018 годы доля мобильных устройств на рынке цифровых платежей выросла с 3,5 % до 83 %. В 2017 году в Китае насчитывалось 562 млн активных пользователей платежных онлайн-сервисов. В «большую тройку» крупнейших электронных платёжных систем Китая, ориентированных на конечного потребителя, входят Alipay (принадлежит Alibaba Group), WeChat Pay (принадлежит Tencent) и UnionPay. За ними следуют системы Tenpay (также входит в состав Tencent), Ping An, PayEase,  99bill и ChinaPNR. Среди иностранных компаний на китайском рынке присутствуют PayPal, American Express и MasterCard.
Многие китайские платёжные системы предлагают своим клиентам дополнительные финансовые услуги — управление активами, микрофинансирование, страхование и кредитные услуги.
По итогам 2021 года объём денежных средств в рамках безналичных платежей Китая, включая банковские карты, средства онлайн-платежей, коммерческие векселя, кредитные переводы и другие платёжные средства, составил 4 415,56 трлн юаней (695,27 трлн долл. США), увеличившись на 10,03 % в годовом исчислении. В частности, общий объём мобильных платежей в Китае увеличился на 21,94 % по сравнению с предыдущим годом и составил 526,98 трлн юаней; объём онлайн-платежей вырос на 8,25 % в годовом выражении и составил 2 353,96 трлн юаней; объём сделок с использованием банковских карт вырос на 12,85 % и составил 1 002,1 трлн юаней.
По состоянию на конец 2021 года число пользователей систем онлайн-платежей в Китае достигло 904 млн человек, что почти на 50 млн больше по сравнению с предыдущим годом. Онлайн-платежами пользовались 87,6 % людей от общего числа пользователей интернета в стране. Основной объём платежей безналичным способом или без использования банковских карт приходится на заказ еды и оплату проезда в общественном транспорте. В 2021 году банки Китая обработали 102,28 млрд таких транзакций на общую сумму около 350 трлн долларов США. В 2021 году на долю 10 ведущих банков, оказывающих услуги по обработке онлайн-платежей, пришлось 83,75 % общего объема онлайн-транзакций всех банков-членов Китайской платежно-клиринговой ассоциации.

### Поисковые системы
Среди крупнейших китайских поисковых систем лидирует Baidu Search, за ней следуют Sogou (совместная система от Sohu и Tencent), Shenma (совместная система от Alibaba Group и UCWeb), Haosou (система от Qihoo 360) и Google China (система от Google); небольшие доли рынка занимают Youdao (система от NetEase) и Bing (система от Microsoft).

### Социальные сети и мессенджеры

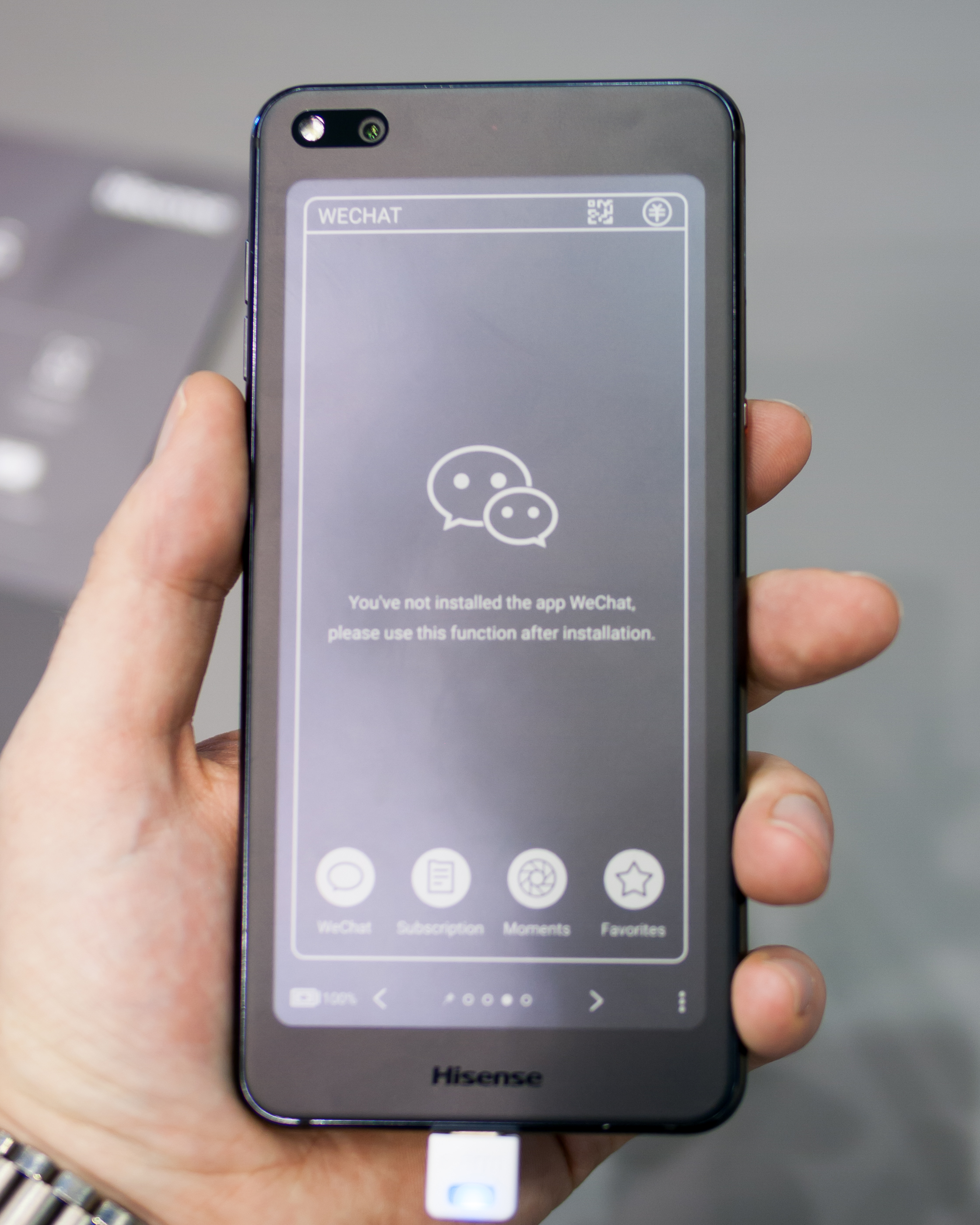
WeChat — одна из самых популярных соцсетей Китая

Многие социальные сети Китая объединяют в себе сразу несколько функций — обмен сообщениями, фото, аудио, видео и ссылками на сторонние ресурсы; микроблогинг, система вопросов и ответов, веб-браузер, платёжная система, интернет-магазин, мобильные игры, сервисы знакомств, поиска работы, бронирования отелей и билетов, заказ такси, видео-звонки и видео-конференции.
Крупнейшими социальными сетями Китая, в том числе мессенджерами, платформами микроблогинга, видеохостингами и веб-форумами являются WeChat (1,2 млрд зарегистрированных пользователей), Tencent QQ (более 800 млн), Youku (580 млн), Qzone (более 530 млн), Sina Weibo (более 520 млн), Douyin (520 млн), Baidu Tieba (300 млн), Zhihu (220 млн), Xiaohongshu (более 200 млн), Bilibili (более 170 млн), Renren (более 100 млн); другими известными соцсетями являются Douban, CSDN, Tianya Club, YY.com, Kaixin001 и Fanfou.

### Новостные ресурсы
Все китайские новостные ресурсы находятся под строгой цензурой Компартии и Министерства промышленности и информатизации. Среди новостных ресурсов Китая лидируют сайты Xinhua, Global Times, People's Daily, Caixin, Haiwainet, Toutiao, South China Morning Post и The Paper. В работе китайских новостных порталов широко используются боты и искусственный интеллект.

### Стриминговая индустрия
По состоянию на конец 2020 года число пользователей услуг сферы прямых трансляций в Китае достигло 617 млн человек, а количество пользователей онлайн-трансляций в сфере розничной торговли составило 388 млн человек. В 2020 году общий объём продаж товаров через прямые онлайн-трансляции превысил 1 трлн юаней.
По состоянию на июнь 2021 года в Китае насчитывалось 888 млн пользователей коротких онлайн-видео (88 % от общего числа интернет-пользователей в стране), 638 млн пользователей стриминговых сервисов (более 63 % от общего числа интернет-пользователей в стране) и 384 млн пользователей стриминговых сервисов в сфере электронной коммерции.
Крупнейшими китайскими стриминговыми платформами и видеохостингами являются Tencent Video (входит в состав Tencent), iQIYI (входит в состав Baidu), Youku (входит в состав Alibaba Group), Douyin, Bilibili, DouYu, Huya Live, PPS.tv, а также Panda TV и Zhanqi TV (живой стриминг видеоигр).

### Космические услуги
За период 2010 — 2020 годов общий объём услуг в китайском секторе спутниковой навигации и позиционирования ежегодно рос в среднем более чем на 20 %. Основой отрасли космических услуг является навигационная спутниковая система Бэйдоу. В 2019 году объём выручки в сфере спутниковой навигации и услуг позиционирования в Китае достиг 345 млрд юаней (около 52,8 млрд долл. США). В 2021 году объём производства в китайской сфере спутниковой навигации и услуг позиционирования достиг 469 млрд юаней (около 69,6 млрд долл. США), увеличившись на 16,3 % в годовом исчислении.

### Медицинские услуги
По состоянию на июнь 2023 года в Китае насчитывалось более 364 млн пользователей услуг интернет-медицины.

### Сельское хозяйство
Китай широко применяет цифровые технологии в сельском хозяйстве и развивает цифровую инфраструктуру в сельской местности. Среди основных проектов — создание «умных деревень», развитие «умного земледелия» и электронной торговли. По состоянию на начало 2022 года доступ к сети 5G имели более чем 97 % уездов и 40 % сельских населенных пунктов по всей стране.

## Крупнейшие компании

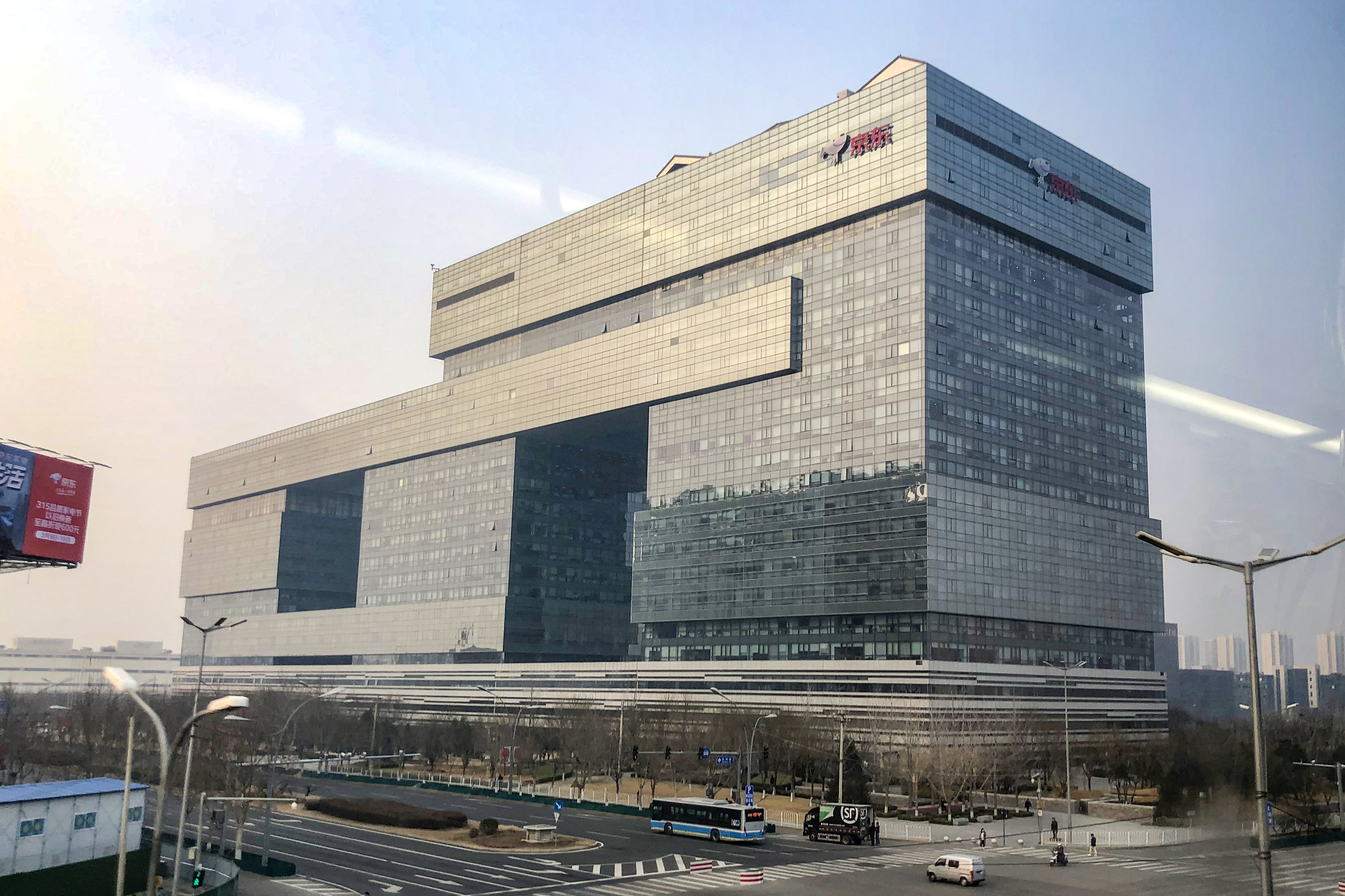
Пекинская штаб-квартира JD.com — гиганта электронной коммерции

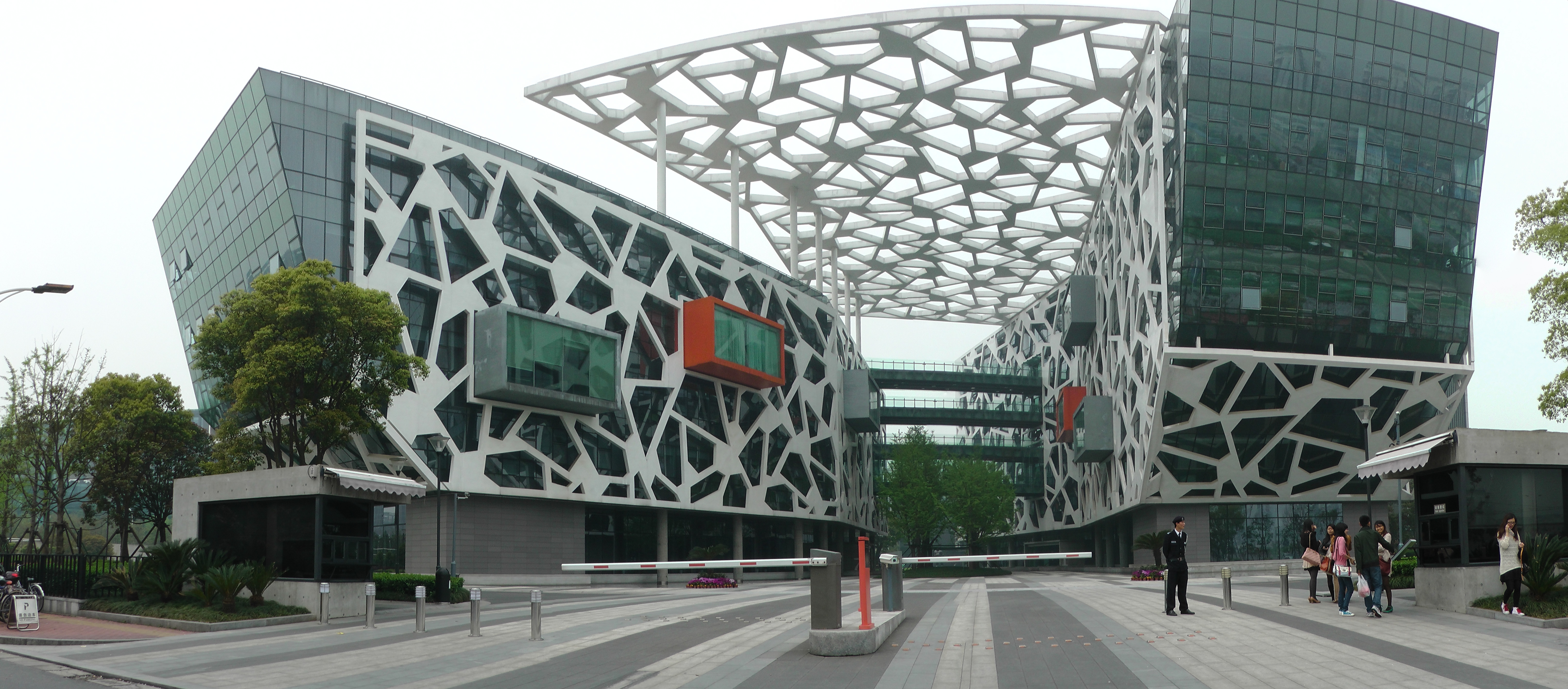
Штаб-квартира Alibaba Group в Ханчжоу

По состоянию на 2020 год крупнейшими компаниями цифровой экономики Китая по величине выручки были:
- Huawei Investment & Holding (телекоммуникационное оборудование, продажи — 129,183 млрд долл.)
- China Mobile Communications (телекоммуникации, продажи — 111,825 млрд долл.)
- JD.com (электронная коммерция, продажи — 108,087 млрд долл.)
- Alibaba Group Holding (электронная коммерция, продажи — 105,865 млрд долл.)
- China Telecommunications Corporation (телекоммуникации, продажи — 71,401 млрд долл.)
- Tencent Holdings (интернет-услуги и искусственный интеллект, продажи — 69,864 млрд долл.)
- Lenovo Group (компьютерное и телекоммуникационное оборудование, продажи — 60,742 млрд долл.)
- China United Network Communications (телекоммуникации, продажи — 44,034 млрд долл.)
- Suning.com Group (электронная коммерция, продажи — 36,564 млрд долл.)
- Xiaomi (телекоммуникационное оборудование, продажи — 35,632 млрд долл.)

Другими крупными компаниями были (в алфавитном порядке) Baidu, BBK Electronics, ByteDance, Ele.me, IFlytek, Meituan, NetEase, Sina Corp, TP-Link, ZTE.
По объёмам поставок за 2021 год три китайских бренда — Xiaomi, Oppo и Vivo — вошли в первую пятерку мировых производителей смартфонов. Поставки Xiaomi составили 191,2 млн смартфонов (+ 28 % в годовом исчислении), поставки Oppo — 145,1 млн смартфонов (+ 22 %), поставки Vivo — 129,9 млн смартфонов. На мировом рынке китайские бренды уступили лишь Samsung (275 млн смартфонов) и Apple (230 млн смартфонов).

## Региональные особенности
Крупнейшими центрами цифровой экономики Китая являются провинции Гуандун и Чжэцзян; среди отдельных городов лидируют Пекин, Шанхай, Шэньчжэнь, Ханчжоу, Гонконг, Нанкин и Хэфэй.

## Международные отношения
По состоянию на конец 2021 года Китай заключил с 16 странами соглашение о сотрудничестве по совместному построению «Цифрового шелкового пути», а также договорился с 7 странами об инициативе по сотрудничеству в цифровой экономике.